# Dugald Stewart
Dugald Stewart (Edinburgo, Escocia, 22 de noviembre de 1753-11 de junio de 1828) fue un filósofo y matemático escocés.

## Biografía

### Primeros años
Nació en una familia escocesa acomodada, hijo de Marjory Stewart y Matthew Stewart, ambos primos. Su padre fue profesor de matemáticas de la Universidad de Edimburgo y ministro religioso.

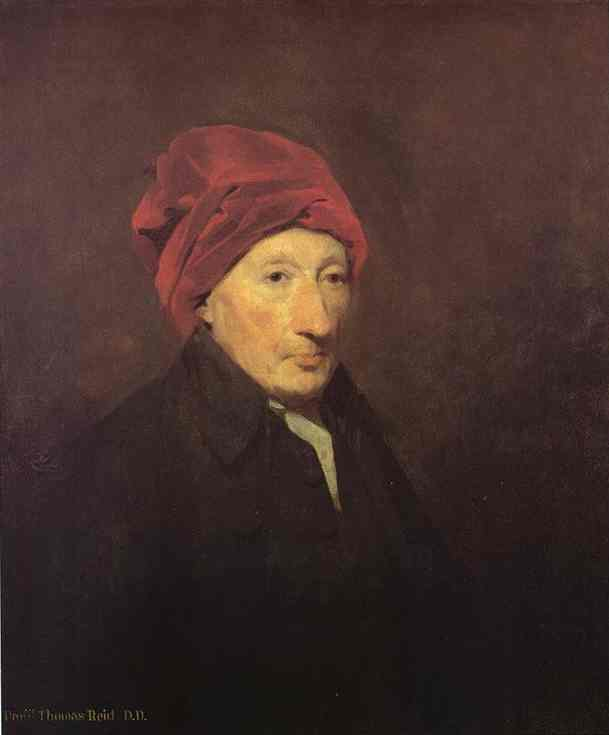
Retrato de Thomas Reid (1796), de Sir Henry Raeburn.

Entre 1761 y 1765, se educó en la escuela secundaria de Edimburgo (la Royal High School of Edinburgh), recibiendo clases de Alexander Adam, quien despertaría su amor por la poesía clásica.
Procedió a obtener su licenciatura de artes liberales en la Universidad de Edimburgo, siguiendo el plan de estudios tradicional para un estudiante de artes (griego, lógica y ética), inscribiéndose además en un curso de filosofía natural y asistiéndo a las conferencias de Hugh Blair sobre retórica y bellas letras. Adam Ferguson fue su tutor de filosofía moral.
Fue Ferguson quien sugirió a Stewart, viendo su interés por la filosofía, que asistiera a las conferencias de Thomas Reid, lo que hizo durante el periodo académico 1771-1772. Mientras estuvo en Glasgow asistiendo a las conferencias de Reid, Stewart compartió alojamiento con Archibald Alison, con quien entabló una amistad que mantendría toda la vida. Alison le dedicaría a Stewart uno de sus libros.

### Etapa como docente en Edinburgo
Su carrera docente comenzó en 1772, cuando su padre se vio enfermo, haciéndose cargo, como era costumbre, de su curso de matemáticas. Tres años más tarde, en 1775, asumiría dicha cátedra de matemáticas de la Universidad de Edinburgo de forma oficial, en conjunto con su padre. Ese mismo año, y siguiendo los pasos de su padre, Stewart se ordenó masón escocés. Fue iniciado en la logia de su padre, la logia Canongate Kilwinning, n.º 2, el 4 de diciembre de 1775.

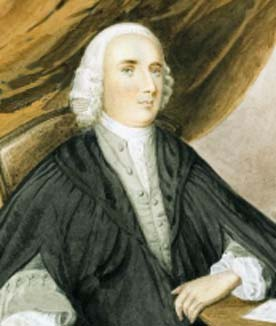
Retrato de Matthew Stewart, padre de Dugald Stewart.

Sin embargo, su verdadero interés era la filosofía moral. En 1778, Ferguson fue nombrado secretario de los comisionados enviados a las colonias americanas (hoy Estados Unidos) y, a petición suya, Stewart le sustituyó como profesor de filosofía moral durante el periodo 1778-1779. En 1783, se casó con Helen Bannatyne, una prima lejana, quien murió en 1787, dejando un hijo, Colonel Matthew Stewart. Cuando Ferguson regresó a Escocia, Stewart continuó enseñando filosofía moral y el ayuntamiento le concedió la cátedra en 1785. En 1787, concretamente el 25 de julio, su amigo y compañero masón Robert Burns le nombró miembro honorario de la logia St David, Tarbolton, n.º 133.

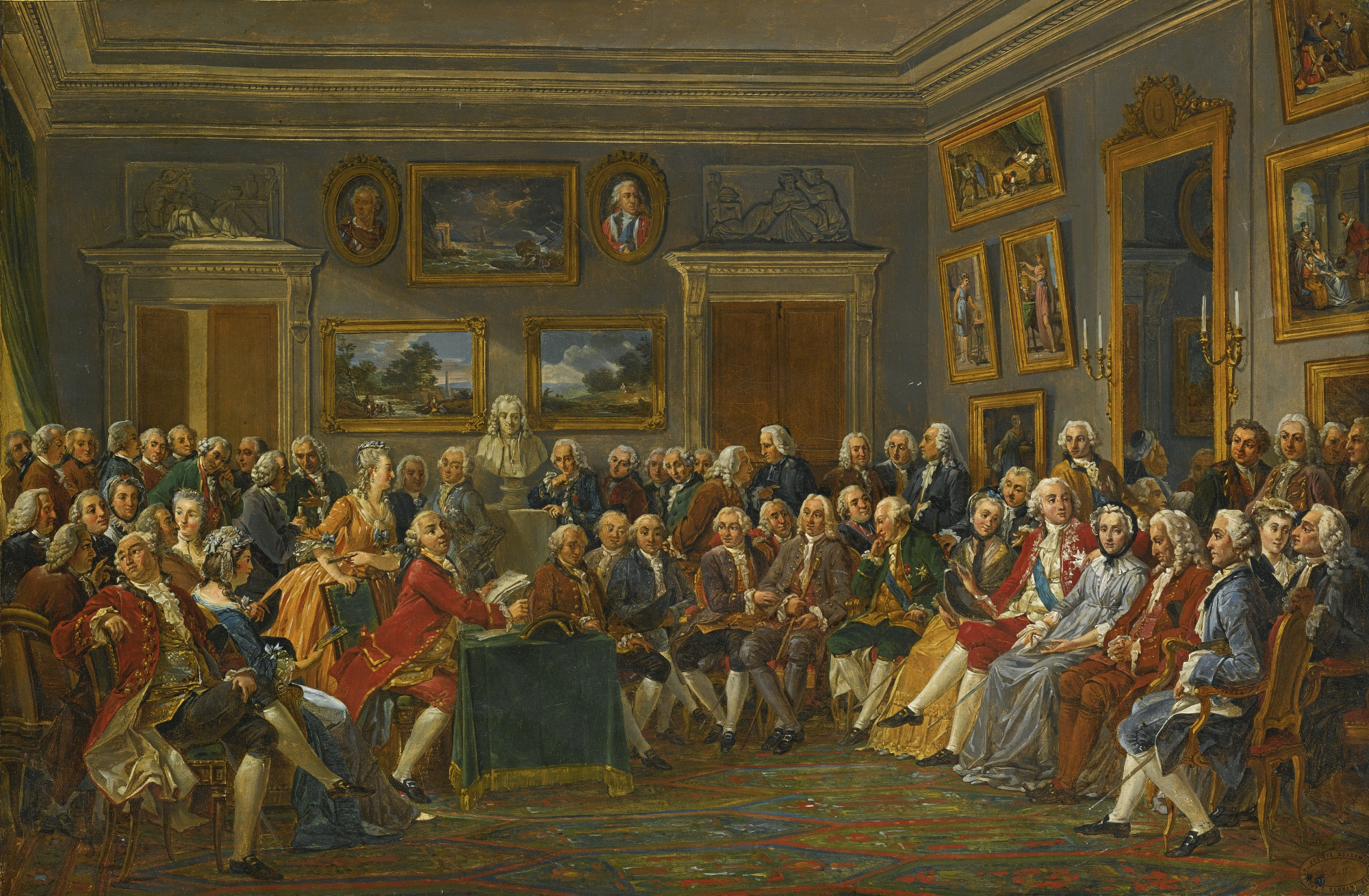
Por aquel entonces las clases de economía política constituían una rareza en Escocia. En este sentido, la cátedra de Stewart suponía un lugar privilegiado en cuanto al aleccionamiento en estas materias, haciendo hincapié en las teorías del laissez-faire y el libre comercio.

En estos años, se vería altamente influenciado por Lord Monboddo, con quien mantenía correspondencia; así como de Francis Hutcheson. A finales de 1790, sus conferencias constaban de dos partes: «De las facultades intelectuales del hombre» y «De las facultades activas y morales del hombre». Los manuscritos de sus estudiantes también muestran que, a partir de la década de 1790, agregó una tercera sección sobre las implicaciones jurídicas de las dos secciones anteriores. Su cátedra se convirtió en un centro de influencia cultural y moral. Su curso incluía, además de ética, filosofía política y economía política (este último, a partir de 1800). En 1791 fue elegido miembro de la American Philosophical Society.
Stewart se convirtió en el principal discípulo de Adam Smith y, tras la muerte de éste en 1790, en su primer biógrafo. En 1793 Stewart leyó su Account of the Life and Writings of Adam Smith (Relato de la vida y escritos de Adam Smith) ante la Royal Society de Edimburgo. Stewart fue el primer académico que separó el estudio de la economía política del de la teoría del gobierno y trató cada uno como una rama distinta de la ciencia política.
Stewart pasó los veranos de 1788 y 1789 en Francia, donde conoció a Jean Baptiste Antoine Suard, Joseph Marie Degérando y Guillaume-Thomas Raynal, y llegó a simpatizar con el movimiento revolucionario. Sus enseñanzas políticas, tras la Revolución Francesa, despertaron sospechas injustificadas sobre él y su respeto de las leyes. En 1790 se volvió a casar, esta vez con Helen D'Arcy Cranston, con quien tuvo un hijo y una hija.
Sin ser un militante, Stewart se vio favorecido por el partido whig tras su participación dentro de disputas relativas a la vida universitaria en su Casa de Estudios:

[...] En 1805 se involucró en una disputa en torno al nombramiento de John Leslie para la cátedra de matemáticas. La obra de Leslie An Experimental Enquiry into the Nature and Propagation of Heat (1804) había sido atacada públicamente por el partido «moderado» de la Iglesia de Escocia por su apoyo a las teorías causales de David Hume, y Leslie fue considerado un nombramiento inadecuado. El debate se complicó por las divisiones sobre si los cargos académicos debían excluir las obligaciones ministeriales en la Iglesia. Stewart opinaba que sí. Esto le puso en desacuerdo con sus amigos «moderados», que sostenían que al oponente de Leslie, Thomas Macknight, se le permitiera mantener su vida parroquial mientras ocupaba el puesto en la universidad. Para Stewart, a pesar de sus objeciones personales al escepticismo humeano, el debate era una cuestión de deber profesional y libertad intelectual que defendió en A Short Statement of some Important Facts (1805). Posteriormente, Stewart compareció ante la asamblea general de la Iglesia de Escocia en calidad de anciano y habló a favor de Leslie, que había sido acusado de ateísmo, acusación que la asamblea rechazó por noventa y seis votos contra ochenta y cuatro. Puede que fuera por su postura por lo que en 1806 Stewart recibió del partido whig el cargo de redactor de la Edinburgh Gazette, que conllevaba una sinecura vitalicia de 300 libras.
Michael P. Brown

También participó de actos diplomáticos. Tal fue el caso en 1806, cuando acompañó al conde Thomas Maitland, que se encontraba en misión política para negociar la paz con Napoleón. Lamentablemente, un hecho trágico llegaba su vida. El hijo de su segundo matrimonio murió en 1809, sobreviviéndole su hija, Janet Stewart.

### Senectud y muerte
Lo inesperada y desvantadora que resultó la temprana muerte de su hijo, combinado al desmejoramiento de su salud, le llevó a abandonar la docencia. Cuando dejó de dar conferencias en 1810, su lugar fue ocupado, a petición propia, por Thomas Brown, que en 1810 fue nombrado profesor adjunto. Sin embargo, la cátedra de filosofía pasaría para varios episodios bochornosos:

En 1820, tras la muerte de Thomas Brown, la cátedra de filosofía moral de Edimburgo volvió a manos de Stewart, quien ahora rechazó las peticiones de sus amigos para retomar la docencia y dimitió formalmente en julio de ese año. La elección de su sucesor le decepcionó. Al no materializarse la candidatura de Sir James Mackintosh, se decantó por su alumno y amigo Macvey Napier, destacado colaborador de la Edinburgh Review y editor de la Encyclopaedia Britannica. Sin embargo, Napier se retiró del concurso y Stewart transfirió su apoyo al erudito y whig de Oxford Sir William Hamilton, que posteriormente editó las obras completas de Stewart. En contra de sus deseos, el consejo eligió al candidato tory, John Wilson (Christopher North).
Michael P. Brown

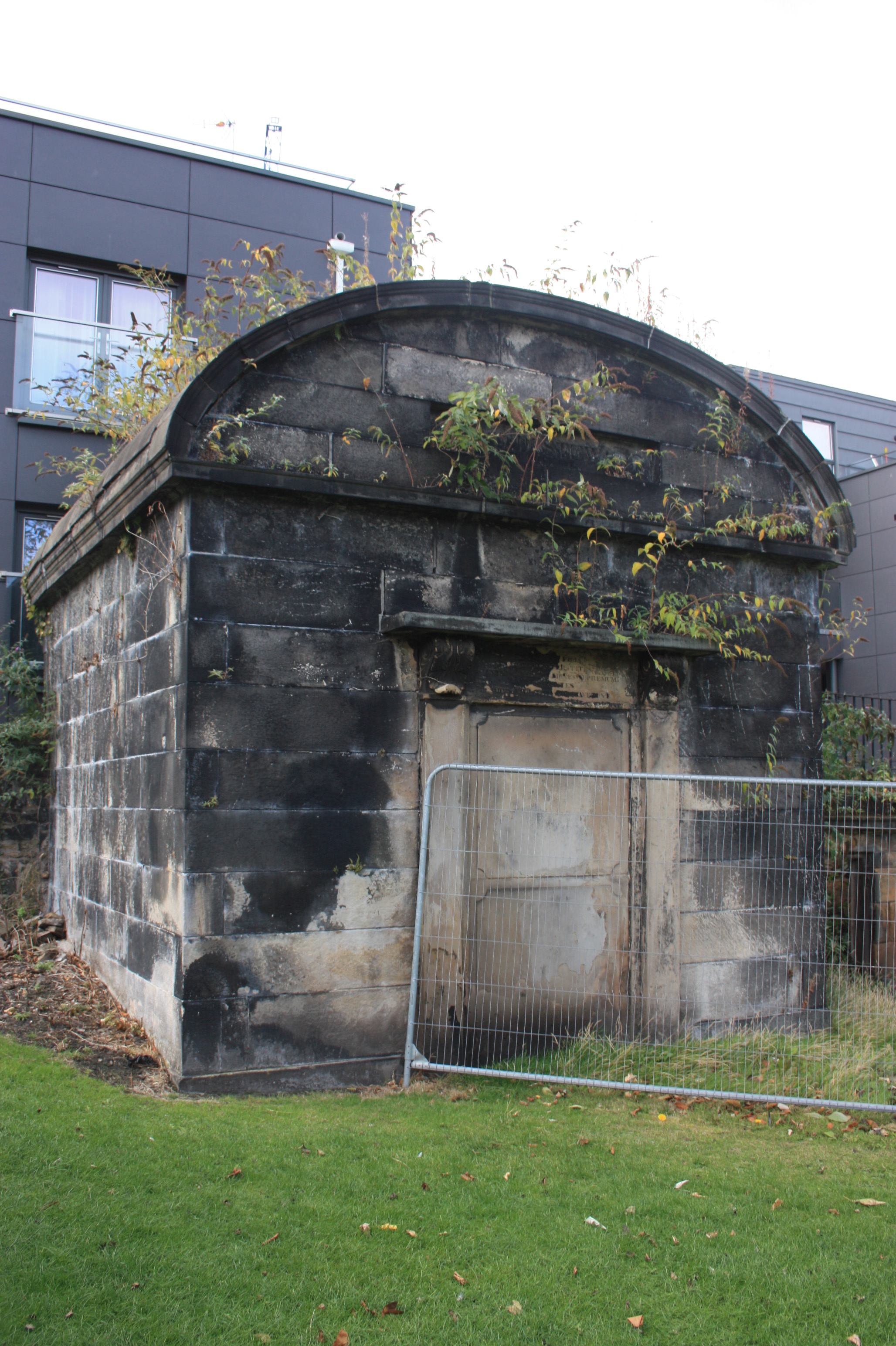
Tumba de Dugald Stewart, Canongate Kirkyard.

A partir de 1809 Stewart vivió principalmente en Kinneil House, Bo'ness, sitio que el duque de Hamilton puso a su disposición. En junio de 1814 Stewart fue admitido como miembro de la Royal Society. En 1817 fue elegido miembro honorario extranjero de la Academia Estadounidense de las Artes y las Ciencias.
En 1822 sufrió un accidente cerebrovascular, del que se recuperó parcialmente. El derrame aparentemente afectó su habla, pero le dejó la mente lúcida, lo que le permitió seguir publicando obras. Verían la luz su tercer tomo de Elements of the Philosophy of the Human Mind en 1827, y Philosophy of the Active and Moral Powers of Man en 1828. Dugald Stewart murió el 11 de junio de 1828, en Edinburgo, probablemente de un derrame cerebral, mientras visitaba a unos amigos, y fue enterrado en el panteón familiar en el cementerio Canongate de la ciudad. En 1831, la ciudad de Edinburgo erigió un monumento en su honor en Calton Hill, diseñado por el reputado arquitecto escocés William Henry Playfair. En 2011, la Universidad de Edinburgo inauguró el Dugald Stewart Building, donde alberga su Departamento de Filosofía.

## Pensamiento
Como discípulo de Thomas Reid, la principal preocupación de Stewart era formular una filosofía de la mente mediante el uso del método inductivo de Sir Francis Bacon. Pretendió demostrar que los fenómenos de la conciencia están conectados por leyes, las cuales es posible descubrir mediante el método inductivo. Estas leyes, a su vez, explican la constitución y el funcionamiento de la mente. La mayoría de sus escritos no se apartan de esta preocupación principal. Ejemplos de estas leyes son la creencia en la existencia personal, la continuidad de la personalidad y la existencia independiente del mundo material.
No obstante, y alejándose de su maestro, reconoció fulcros de verdad filosófica tanto en el empirismo moderado como en los ideólogos franceses (Pierre Laromiguière, Pierre-Jean-Georges Cabanis y Antoine Destutt de Tracy). Se opuso a la ontología y epistemología de Étienne Bonnot de Condillac, a la vez que se mostró incapaz de poder aproximarse a la obra de Immanuel Kant.

## Influencia

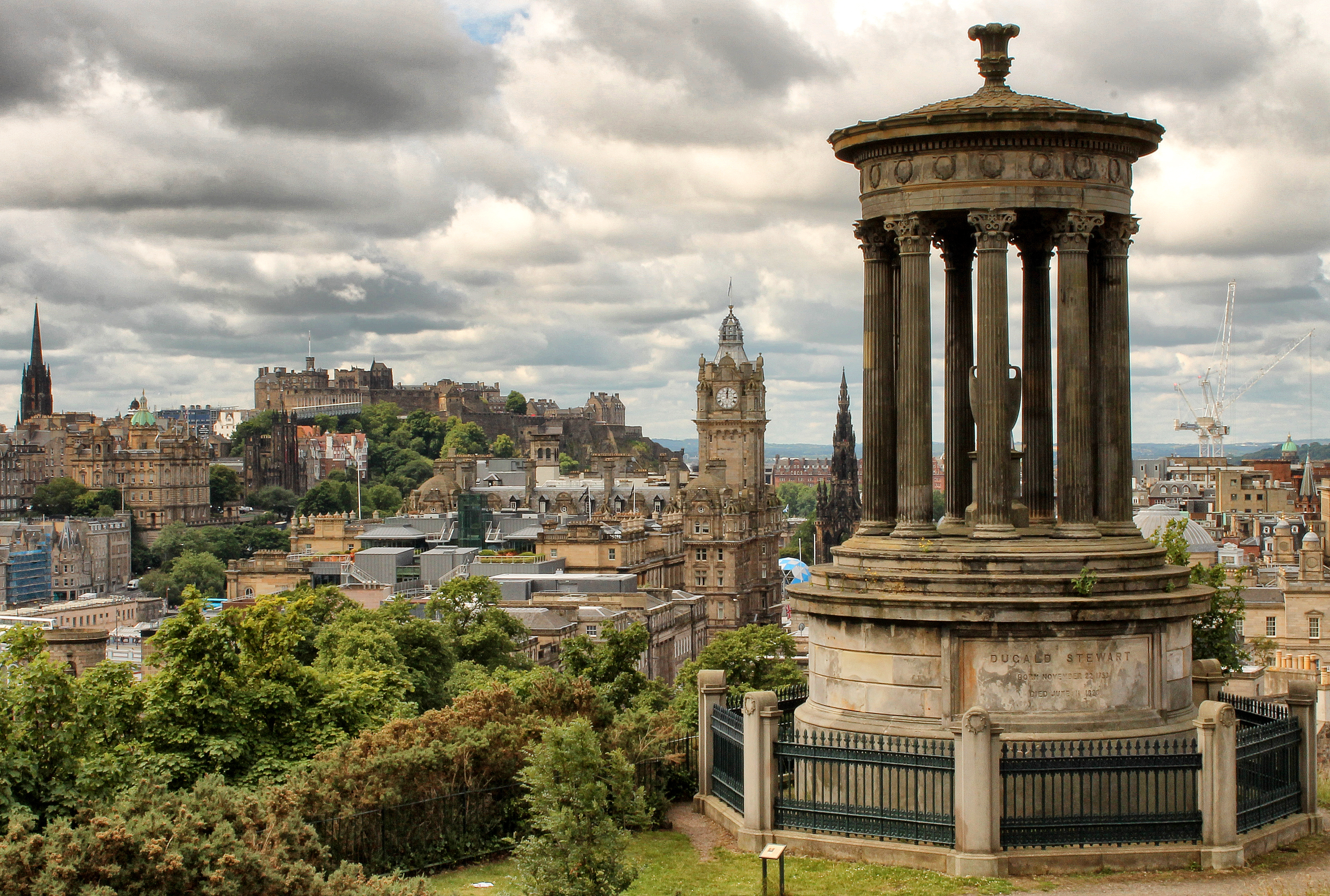
Monumento a Dugald Stewart, Colina de Calton, Edinburgo.

Es considerado una de las figuras más importantes de Ilustración escocesa, destacándose como divulgador crítico de la obra de Francis Hutcheson y de Adam Smith. Sus conferencias en la Universidad de Edimburgo fueron ampliamente difundidas por sus numerosos e influyentes alumnos. Entre sus discípulos se encontraban Henry Brougham, Lord Palmerston, Maria Edgeworth, Elizabeth Schuyler Hamilton, Walter Scott, James Mackintosh y James Mill. En el mundo hispano, su obra influyó en el empirismo latinoamericano a través de la obra de Andrés Bello, con especial énfasis en el caso de la filosofía chilena.
Se ganó una gran reputación filosófica con su primer volumen de Elements of the Philosophy of the Human Mind (Elementos de la filosofía de la mente humana) y su Outlines of Moral Philosophy (Esbozos de filosofía moral). Estas obras circularon ampliamente en las universidades de Reino Unido, Estados Unidos y Europa a principios del siglo XIX, e hicieron mucho por establecer la filosofía de la Escuela del Sentido Común escocesa como el vehículo más influyente de la educación de élite en la era de las revoluciones industriales estadounidense y francesa.
Su naturalismo encontró oposición en el mundo anglosajón. Autores como John Dudley redactan textos de carácter espiritualistas, declarándose explícitamente antimaterialistas.

## Publicaciones seleccionadas
- Collected Works of Dugald Stewart, edited by Sir William Hamilton. Edinburgh: Constable, 1858.
- Philosophical Essays. 2nd ed. Edinburgh: Constable, 1816.
- Elements of the Philosophy of the Human Mind. 1792 (Tomo I), 1814 (Tomo II), 1827 (Tomo III).
- Outlines of Moral Philosophy, for the Use of Students in the University of Edinburgh. W. Creech, 1793.

## Estudios sobre Dugald Stewart
- Brown, Michael P. "Stewart Dugald." In Oxford Dictionary of National Biography. Vol. 52., edited by H. C. G. Matthew and Brian Harrison. Oxford: Oxford University Press, 2004.
- Veitch, John. "A Memoir of Dugald Stewart." In The Collected Works of Dugald Stewart. Vol. X., edited by Sir William Hamilton. Edinburgh: Constable, 1858.